# Gerhard Lusenti
Gerhard Lusenti (Zurique, 24 de abril de 1921) é um ex-futebolista suíço que atuava como defensor.

## Carreira
Gerhard Lusenti fez parte do elenco da Seleção Suíça de Futebol, na Copa do Mundo de 1950 no Brasil.